# Madoniella dislocatus
Madoniella dislocatus là một loài bọ cánh cứng trong họ Cleridae. Loài này được Say miêu tả khoa học năm 1825.